# Dicornua
Dicornua é um gênero de aranhas da família Linyphiidae descrito em 1960 e endêmico do Japão.